# 光肋螺蛳
光肋螺蛳（学名：Anularya mansuyi）又称孟氏螺蛳、光肋环螺蛳，是田螺科环螺蛳属的一种生物。为中国云南的特有种，主要分布于杞麓湖、异龙湖、星云湖和滇池等地。栖息于湖泊3至7米深的底层水域。平均寿命3至4年。